# سيسيل فورد
سيسيل فورد (20 أبريل 1913 في المملكة المتحدة - 11 يوليو 1994 في المملكة المتحدة) (بالإنجليزية: Cecil Ford)‏ هو لاعب كريكت بريطاني وبريطاني (وحمل سابقاً جنسية المملكة المتحدة لبريطانيا العظمى وأيرلندا). لعب مع Hertfordshire County Cricket Club ‏ وDevon County Cricket Club ‏ والمقاطعات الوطنية للكريكيت الإنجليزي والويلزي ‏.

## وصلات خارجية
- سيسيل فورد على موقع إي آس بي آن كريك إنفو (الإنجليزية)